# Palesztina-igazolvány
Az ún. Palesztina-igazolványokat 1944-ben Budapesten a budapesti svájci követség osztotta ki azoknak a zsidóknak, akik a Palesztinába való bevándorlási kvótába bekerültek. Ezeket az igazolványokat eredetileg a brit kormány adta ki, de mivel Nagy-Britannia 1944-ben Magyarországgal háborúban állt, érdekeit és feladatait Magyarországon a svájci követség vette át. A britek 1944-ben 8000 ilyen engedély kiadására hatalmazták fel a budapesti svájci követség égisze alatt működő palesztinai kivándorlási irodát.
A svájci követség bejelentette a magyar kormánynak, hogy átvette a brit kormánytól a palesztinai kivándorlási iroda és a Palesztinába való kiutazási engedélyek (a Palesztina-igazolvány) kiadása fölötti jogot, és 1944. május 26-án arra kérte a magyar kormányt, hogy engedélyezze azoknak a zsidóknak a Palesztinába való kiutazást, akik Palesztina-igazolvánnyal rendelkeztek vagy rendelkezni fognak. Közölték, hogy 7800 kiutazási engedélyről volt szó (200 engedélyt fenntartottak). Carl Lutz konzul július 22-én ezt még azzal is megtoldotta, hogy nem 7800 személy, hanem 7800 család számára szólnak az engedélyek. Miután Horthy Miklós már leállíttatta a magyarországi zsidók Németországba való deportálását, a magyar kormány jóváhagyta az igazolványok kiosztását és a kiutazást. Több tízezer személy kapott később ilyen igazolványt és került a svájci követség védelme alá. Később több tízezer hamis igazolvány is forgalomba került. A további tárgyalások oda vezettek, hogy a magyar kormány minden Palesztina-igazolvány tulajdonosát külföldi állampolgárnak volt hajlandó elismerni, és hajlandó volt velük részben kivételt tenni az érvényben levő zsidótörvények hatálya alól. Ez lehetővé tette, hogy a svájci védettek megmeneküljenek a súlyosabb zaklatásoktól és a novemberben bekövetkezett deportálásoktól, mivel a nyilas kormány is jóváhagyta kivételezettségüket. Miután a kormány 1944. december közepén elhagyta Budapestet, és a városban a hatalom különböző nyilas bandavezérek kezébe került, a Palesztina-igazolványok nagymértékben elvesztették értéküket. 
Carl Lutz svájci konzulnak és több más svájci diplomatának, valamint a követségen alkalmazott zsidóknak – mint például a Palesztina-iroda vezetőjének, Krausz Miklósnak – hatalmas érdemei voltak a védettek elleni nyilas túlkapások elhárításában és a deportálásra ítélt zsidók közé bekerült svájci védettek visszahozatalában.